# Max von Bahrfeldt
Max Ferdinand Bahrfeldt (nobilitato nel 1913 come von Bahrfeldt; Willmine, 6 febbraio 1856 – Halle, 11 aprile 1936) è stato un generale, numismatico e storico locale tedesco.
Bahrfeldt è conosciuto come uno dei maggiori studiosi di monetazione della Repubblica romana. Anche il fratello maggiore Emil fu un numismatico.
Nel mondo anglofono e francofono, egli è anche conosciuto come presunto autore di atrocità a Charleroi, durante l'invasione tedesca del Belgio del 1914 nel corso della prima guerra mondiale.

## Vita
Bahrfeldt nacque da una famiglia originaria di Prenzlau nell'Uckermark.

### Attività militare e politica

#### Prima guerra mondiale
Nella prima guerra mondiale, Bahrfeldt era comandante della 37ª divisione, che conquistò Charleroi il 22 agosto 1914. Accusato dagli Alleati di aver compiuto atti di atrocità a Charleroi, nel 1925 venne condannato a morte in contumacia da un tribunale belga.
Come generale luogotenente, Bahrfeldt fu nobilitato come membro della nobiltà ereditaria di Prussia il 16 giugno 1913 (nell'ambito del 25º anniversario del regno di Guglielmo II).

#### Repubblica di Weimar e Terzo Reich
Bahrfeldt aderì al Partito Tedesco della Patria (in tedesco: Deutsche Vaterlandspartei) dalla sua costituzione nel 1917. Nella Repubblica di Weimar, fu membro del Partito Popolare Nazionale Tedesco (in tedesco: Deutschnationale Volkspartei) e dell'organizzazione paramilitare Stahlhelm, Bund der Frontsoldaten. Dopo la dissoluzione della Stahlhelm durante il Terzo Reich, Bahrfeldt si trasferì alla riserva delle SA-Sturmabteilungen.

### Studi
Bahrfeldt mostrò interesse per la numismatica fin dalla giovinezza. Si specializzò nella monetazione della Repubblica romana e nelle monete della Bassa Sassonia. Anche il fratello, Emil Bahrfeldt, è stato un numismatico affermato.
Bahrfeldt iniziò le sue ricerche numismatiche nel 1873 quando era luogotenente nel 74º reggimento fanteria. Pubblicò il suo primo saggio numismatico nel 1874 a Stade. Un anno più tardi divenne coeditore del manuale Valutazione numismatica ed esonumica. Giornale di numismatica, esonumia e araldica (in tedesco: Numismatisch-Sphragistischer Anzeiger. Zeitung für Münz-, Siegel-, und Wappenkunde) pubblicato ad Hannover. Dal 1876 al 1882 prestò servizio come ausiliario del reggimento di guarnigione a Stade. Durante questo periodo lavorò anche come segretario per la società storica locale e ne curò la collezione di monete. Effettuò inoltre scavi nel sito archeologico del vaso campaniforme di Perleberg.
Il 14 ottobre 1878 Bahrfeldt sposò, nella città di Gotha, Elisabeth (Ella) Mary Charlotte Samwer (Gotha, 8 ottobre 1859 - Francoforte sul Meno, 19 ottobre 1954), figlia di Karl Friedrich Samwer (1819-1882), giurista, professore di diritto costituzionale, autore e anch'egli numismatico. Basandosi sui documenti lasciati da Samwer, nel 1883 Bahrfeldt pubblicò a Vienna la Storia della monetazione dell'antica Roma dal 200 a.C. circa. A questa seguirono ulteriori pubblicazioni sulla monetazione emessa nella regione compresa tra l'Elba e il Weser. Nel 1879 Bahrfeldt pubblicò una rivisitazione della Storia della città di Stade, basata sulla precedente opera di Wilhelm Heinrich Jobelmann e Wilhelm Wittpenning.
Nel 1911 Bahrfeldt fu insignito di un dottorato onorario dalla facoltà di filosofia dell'Università di Giessen e, dal 1921 in poi, fu professore onorario di numismatica all'Università di Halle-Wittenberg.

### Studi sulla numismatica romana

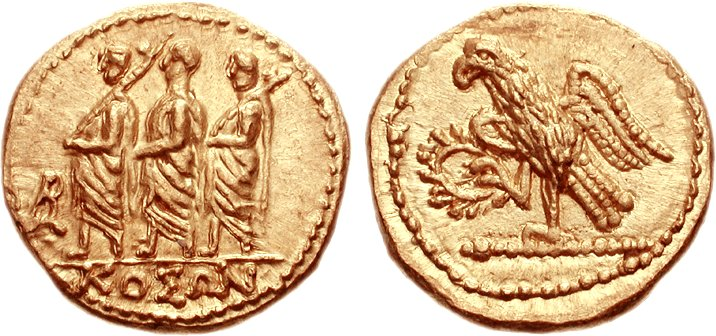
Lo statere aureo di Koson, un mistero monetario a cui Bahrfeldt diede una svolta.

Per i suoi studi Bahrfeldt è considerato come uno dei maggiori studiosi di monetazione della Repubblica romana. Nel 1911 contribuì a fare luce sulla monetazione geto-dacica con una sua interpretazione della monetazione aurea di Koson, sostenendo la genesi locale, escludendo ogni legame con la fuga da Roma del cesaricida Marco Giunio Bruto e confutando decisamente l'argomentata congettura di Joseph Eckhel, che ne aveva sostenuto l'origine allogena, ottenendo peraltro anche la prestigiosa adesione di Theodor Mommsen. Nel 1912 gli fu conferita la medaglia della Royal Numismatic Society..